# (5962) Shikokutenkyo
(5962) Shikokutenkyo est un astéroïde de la ceinture principale.

## Description
(5962) Shikokutenkyo est un astéroïde de la ceinture principale. Il fut découvert le 18 avril 1990 à Geisei par Tsutomu Seki. Il présente une orbite caractérisée par un demi-grand axe de 2,57 UA, une excentricité de 0,11 et une inclinaison de 12,9° par rapport à l'écliptique.

## Compléments